# Gehringswalde
Gehringswalde ist ein Ortsteil der sächsischen Stadt Wolkenstein im Erzgebirgskreis.

## Geographie

### Lage
Das Waldhufendorf Gehringswalde liegt etwa 1,5 Kilometer östlich von Wolkenstein im Erzgebirge. Die Ortslage erstreckt sich über etwa 1,5 Kilometer im Tal des gleichnamigen Baches, welcher nach Westen der Zschopau zufließt. Zu Gehringswalde gehörig ist die westlich gelegene Hüttengrundmühle. Im Ort befindet sich der Burgstall der Wasserburg Inselteich. Etwa 3 Kilometer östlich von Gehringswalde liegt die 689 m ü. NN hohe Dreibrüderhöhe.
Durch den Ort führt die Bundesstraße 101 (Freiberg – Annaberg-Buchholz), am westlichen Ortsende beginnt an dieser die B 171. Über die Kreisstraße 8150 besteht weiterhin Anschluss an Warmbad.

### Nachbarorte
| Floßplatz   | Warmbad                                     | Hilmersdorf |
| Wolkenstein | Kompassrose, die auf Nachbargemeinden zeigt | Lauta       |
| Kohlau      | Huth                                        | Wolfsberg   |

## Geschichte

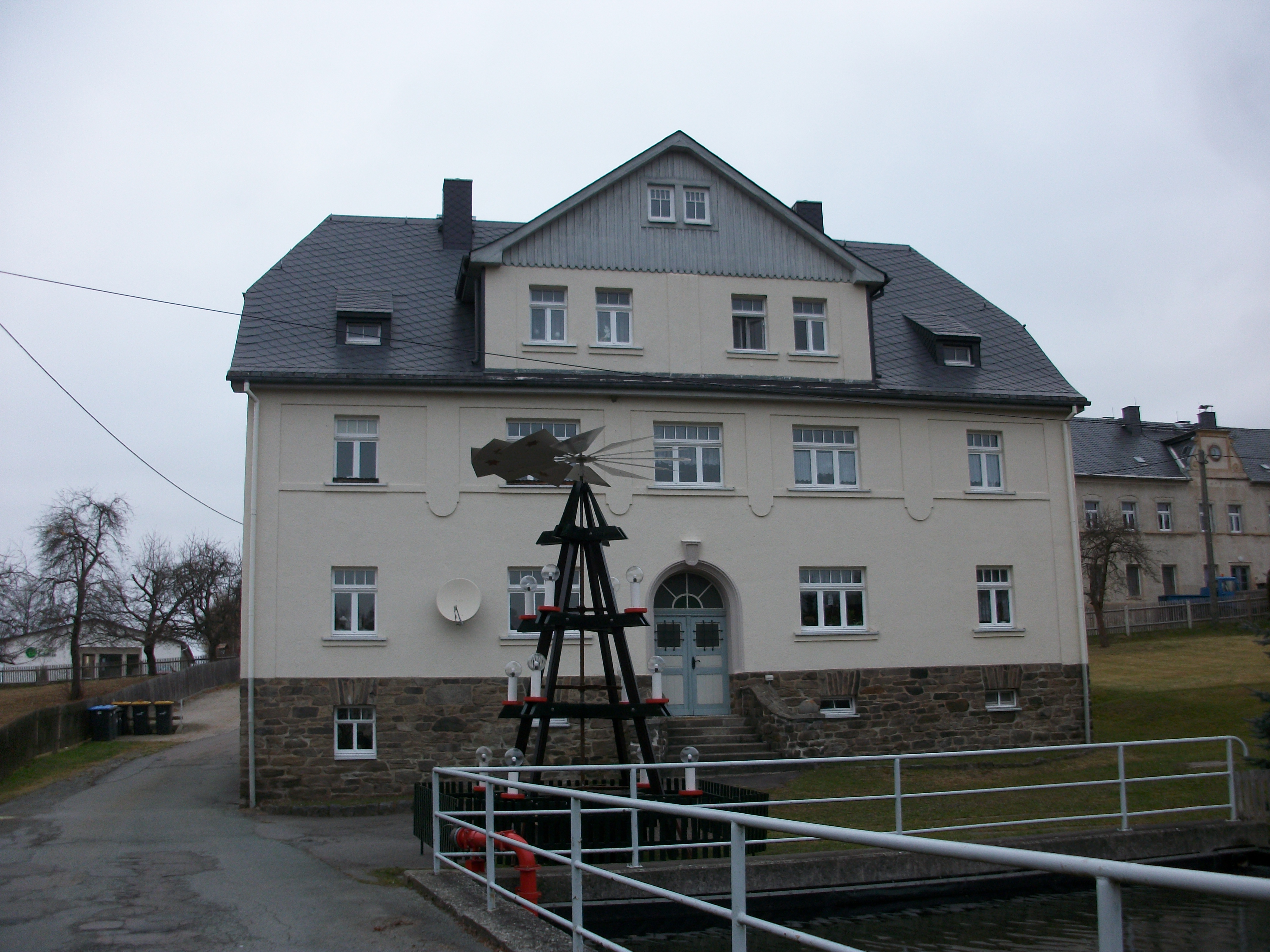
Rathaus Gehringswalde

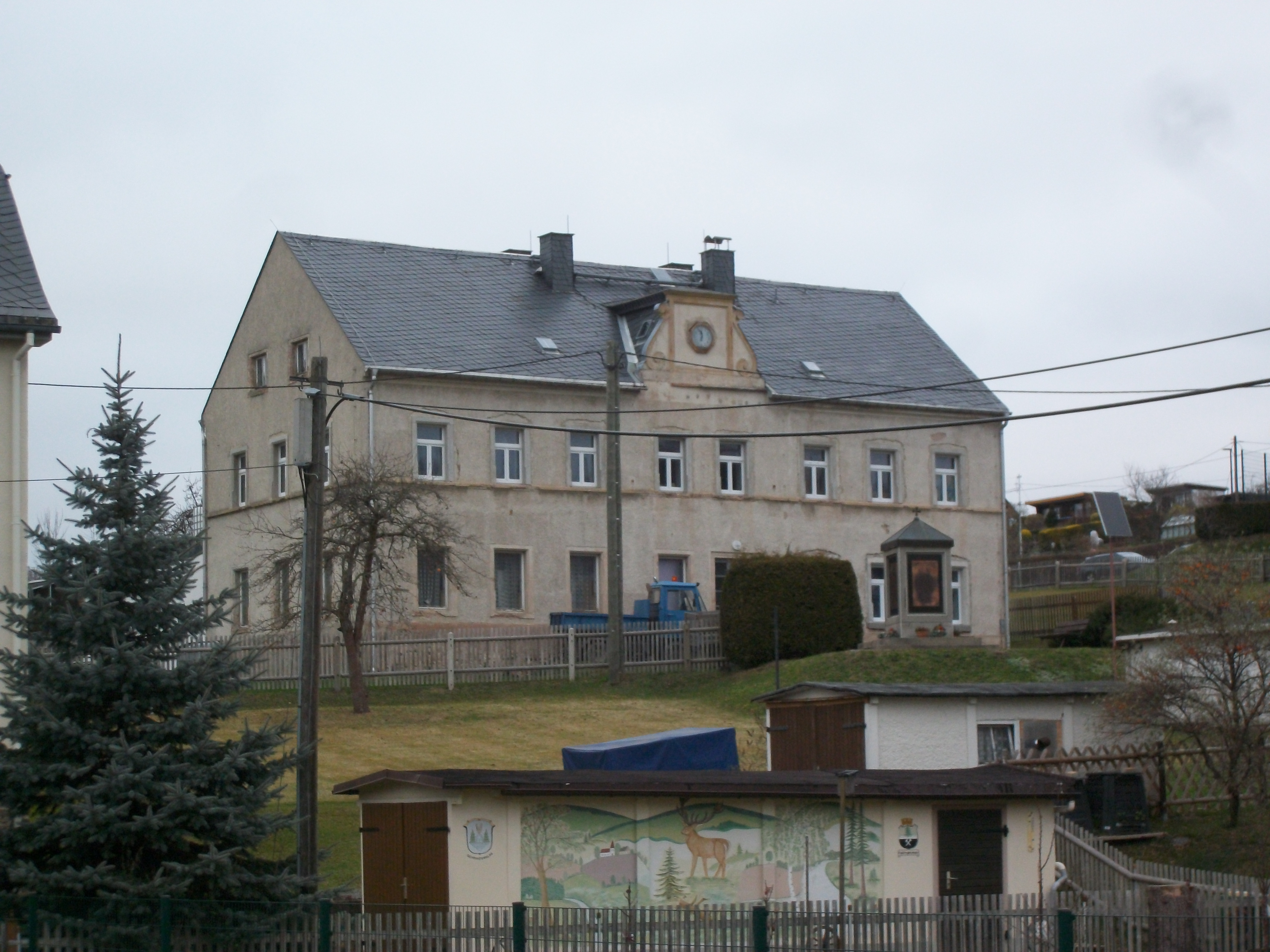
Ehemalige Schule Gehringswalde

Die erste urkundliche Erwähnung datiert von 1427 als Geringiswalde. Mit der Reformation 1536/37 kam der Ort zur Parochie Wolkenstein. Ab dieser Zeit ist Bergbau in Gehringswalde nachweisbar. Wichtige Gruben waren der Felbriche Gangzug und der Palmbaum Flachen.
August Schumann nennt 1816 im Staatslexikon von Sachsen Gehringswalde betreffend u. a.: 

„Es hat 45 Häuser, 221 Einwohner mit 123 Kühen und 100 Schaafen, und Mühlen, von denen Eine die Baademühle heißt. Nicht weit von diesem Dorfe entspringt im Hüttengrunde, der Quell des warmen Wolkensteiner Bades.“

Die Straße durch den Ort wurde 1823 bis 1829 neu errichtet. 1824 wird erstmals eine Schule erwähnt, ein neues Schulgebäude wurde 1874 errichtet. 1840 wurde das Vorwerk Huth von Großrückerswalde nach Gehringswalde umgegliedert. Der Ort gehörte bis 1856 zum Amt Wolkenstein.

Im Werk „Neue Sächsische Kirchengalerie“ heißt es Gehringswalde betreffend u. a.: 

„Verfolgen wir nun geschichtlich den Ursprung des Dorfes, so ist mit großer Wahrscheinlichkeit anzunehmen, daß die allerersten Anfänge auf die Zeit zurückweisen, wo die Bergleute von Freiberg kamen, um auch hier nach Gold und Silber und Metallen zu suchen. […] Und so finden wir bereits 1540 in der ersten Kirchenmatrikel »Gerichtswalde« als ein Dorf verzeichnet, was zur Parochie Wolkenstein gehört. Es handelt sich demnach zur Zeit der Reformation bereits nicht mehr um einzeln stehende Hütten, in denen vielleicht Bergleute wohnten; sondern wir haben es in dieser Zeit bereits mit einem zusammenhängenden Dorfe zu tun. Den Mittelpunkt des Dorfes aber bildete das kurfürstliche Kammergut, dessen Besitzungen weit – bis nach Huth, Wolfsberg und Scheibe jenseits Wolkensteins – reichten. […] Interessant sind auch die alten Steueranschläge und Steuerkataster des Dorfes. Wir sehen aus ihnen, daß es z. B. in Gehringswalde im Jahre 1693 5 Ganzhüfner, 8 Halbhüfner und 10 Häusler und Gärtner gab. Der Acker- und Wiesenbau muß in dieser Zeit vollständig darnieder gelegen haben, woran in erster Linie die fruchtbaren (Anmerk.: sicher furchtbaren) Verheerungen des dreißigjährigen Krieges, in zweiter Linie der Bergwerksbetrieb mit seinen vielen Zeug-, Kunst- und Wassergräben und drittens das zahlreiche Wild in den nahen Waldungen, das mitten ins Dorf hereinkam, schuld waren kurzum: es muß in jenen Zeiten, wie man aus den Berichten an die Steuerbehörde herauslesen kann, große Armut in Gehringswalde geherrscht haben, sodass der Erbrichter Ernst Oehme und die Gerichtsschöppen des Öfteren um Steuererlaß oder wenigstens Steuerminderung nachsuchen mußten.“

Das Rathaus wurde 1925 gebaut, zwei Jahre später wurde die Freiwillige Feuerwehr gegründet.
Bei einem Luftangriff in der Nacht vom 14. zum 15. Februar 1945 wurden 26 Gebäude zerstört.
Am 1. Januar 1999 erfolgte der Zusammenschluss der bis dahin eigenständigen Gemeinden Falkenbach, Gehringswalde, Hilmersdorf und Schönbrunn mit der Stadt Wolkenstein, Gehringswalde wurde ein Ortsteil von Wolkenstein.

## Entwicklung der Einwohnerzahl
| Jahr | Einwohnerzahl                           |
| ---- | --------------------------------------- |
| 1551 | 23 besessene Mann, 15 Inwohner          |
| 1764 | 18 besessene Mann, 7 Gärtner, 6 Häusler |
| 1834 | 385                                     |
| 1871 | 607                                     |

| Jahr | Einwohnerzahl |
| ---- | ------------- |
| 1890 | 633           |
| 1910 | 537           |
| 1925 | 610           |
| 1939 | 611           |

| Jahr | Einwohnerzahl |
| ---- | ------------- |
| 1946 | 632           |
| 1950 | 857           |
| 1964 | 737           |
| 1990 | 829           |